# Monument national de l'Holocauste
Le Monument national de l' Holocauste (en anglais : National Holocaust Monument) est un mémorial de l'Holocauste situé dans la ville d'Ottawa, Ontario, en face du Musée canadien de la guerre à l'angle nord-est de la rue Wellington et Booth et à environ 1,5 km de la Colline du Parlement. Le mémorial fut dévoilé le 27 septembre 2017 et a été conçu par Daniel Libeskind.

## Histoire
La Loi sur le monument national de l'Holocauste (projet de loi C-442) qui prévoyait la création du mémorial dans la capitale du Canada, a reçu la sanction royale le 25 mars 2011. La loi a été présentée comme un projet de loi d'initiative parlementaire par Tim Uppal qui était à l'époque Ministre d’État et député d’Edmonton—Sherwood Park. Le monument sera supervisé par la Commission de la capitale nationale.
Le monument devait être dévoilé à l'automne 2015 puis repoussé jusqu'au printemps 2017 en raison de retards dans la construction. Le dévoilement officiel a eu lieu le 27 septembre 2017. Le monument a été construit en raison de l'activisme persistant de l'ancienne étudiante à l'Université d'Ottawa, Laura Grosman. Laura a commencé à plaider en faveur de la construction d'un monument commémorant les atrocités commises par les nazis et d'un phare pour les survivants canadiens de l'Holocauste. Elle a fait campagne et rencontré divers députés pour appuyer la présentation d'un projet de loi émanant des députés. Elle est la petite-fille d'une survivante de l'Holocauste née en Pologne. 

## Galerie d'images

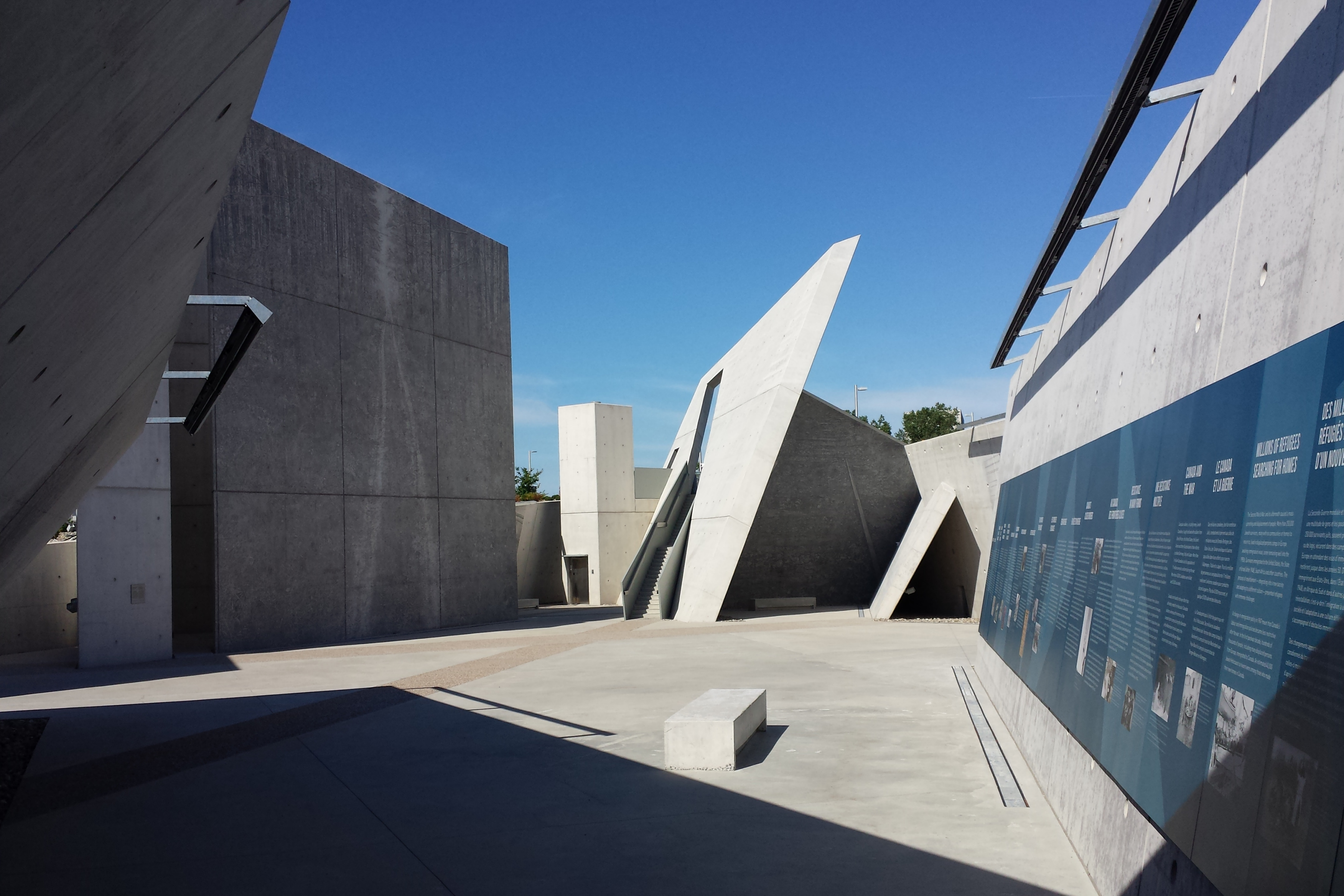
Cour intérieure du monument